# 马长青
马长青（1963年11月—），山东济南人。男，回族。1985年7月参加工作，1986年9月加入中国共产党。西南民族学院汉语言文学系汉语言文学专业毕业。中华人民共和国政治人物。

## 人物经历
2002年5月，任中共白云区委书记。2006年1月，任中共贵阳市委常委、白云区委书记。2008年6月，任中共贵阳市委常委。2010年5月，任中共贵阳市委常委、市人民政府副市长。2011年2月，任中共贵阳市委常委、市人民政府常务副市长。2012年11月，任贵州贵安新区党工委副书记、管委会主任。2016年8月，不再担任贵安新区管委会主任职务，继续担任贵安新区党工委书记。
2014年1月20日，被贵州省第十二届人大常委会第七次会议补选为第十二届全国人民代表大会代表。
2018年5月，转任贵州省科学技术协会一级巡视员。2023年6月，因为涉嫌严重违纪违法而接受贵州省纪委监委纪律审查和监察调查。